# Зварич Петро Іванович
Петро Іванович Зварич (24 березня 1877, Тулова — 30 червня 1966, Веґревіль) — український поет, мемуарист, публіцист, громадський діяч.

## З біографії
Народився 24 березня 1877 року у селі Тулова Снятинського повіту в Галичині. Закінчив школу (1892), потім Коломийську гімназію (1897)[яку?], відбув військову службу. У 1900 році емігрував до Канади, працював у Едмонтоні на різних роботах, заробляв у копальнях золота в Юконі. Згодом стає фермером, відкриває свою крамницю і поштове бюро. У 1908 році поселився у місті Вегревілі, організував торговельну спілку, брав активну участь у громадському житті. Помер 30 червня 1966 році у місті Вегревілі.
Член НТШ. Нагороджений Шевченківською медаллю (1962).

## Твори
- Зварич П. Спомини. — Вінніпег, 1976.